# Liu Cixin
Liu Cixin (em chinês simplificado: 刘慈欣; em chinês tradicional: 劉慈欣; Yangquan, China, 23 de junho de 1963), geralmente denominado nas traduções para o inglês como Cixin Liu, é um escritor de ficção científica chinês. Ele foi nove vezes campeão do Prêmio Galaxy (o de maior prestígio literário de ficção científica da China) e vencedor do Prémio Hugo. O trabalho de Liu é considerado ficção científica hard.[carece de fontes?]

## Vida privada
Liu Cixin nasceu em 23 de junho de 1963, em Yangquan, Shanxi. Seus pais trabalhavam em uma mina de Shanxi. Devido à violência da Revolução Cultural, ele foi enviado para viver em sua casa ancestral no condado de Luoshan na província de Henan.
Liu recebeu treinamento técnico na Universidade de Conservação de Água e Energia Elétrica do Norte da China, graduando-se em 1988. Ele trabalhou como engenheiro de computação para uma usina elétrica localizada no Yangquan, Shanxi.
Liu é casado e tem uma filha. Sua esposa e filha raramente leem suas obras.

## Carreira
A obra mais famosa de Liu, O problema dos três corpos, foi publicado em 2007. Traduzido para o inglês por Ken Liu, fora publicado neste idioma pela Tor Books em 2014. Em 2015 ganhou o prêmio Hugo de Melhor Romance. Foi o primeiro autor asiático a ganhar este prêmio. A tradução da obra para o alemão, publicado em 2016, incluiu porções do texto original que não constam na tradução para o inglês.
O romance O Problema dos Três Corpos foi adaptado pela TV chinesa com título em inglês de Three-Body e como O Problema dos Três Corpos pela Netflix.

### Romances
- Tijolos do Diabo (魔鬼积木) (2002)
- A Era da Supernova (超新星纪元) (2003)
- Ball Lightning (Bola de Raios) (球状闪电) (2004)
- Trilogia da Lembrança da Terra do Passado (publicado em inglês pela Tor Books desde de 2014):
  - O problema dos três corpos (三体) (2007)
  - A floresta escura (黑暗森林) (2008)
  - O fim da morte (死神永生) (2010)

### Coleções de contos
- A Maior Queda (地球大炮) (1998)
- A Micro-Idade (微纪元) (1998)
- A música da baleia (鲸歌) (1999)
- Com os olhos dela (带上她的眼睛) (1999, republicado 2004)
- Inferno (地火) (2000)
- The Wandering Earth (Errante Terra) (流浪地球) (2000)
- O Professor Rural (乡村教师) (2001)
- Espectro completo de Barragem de Interferência (全频带阻塞干扰) (2001)
- Devorador (吞食者) (2002)
- A Glória e o Sonho (光荣与梦想) (2003)
- De Formigas e Dinossauros (白垩纪往事) (2003)
- O Salário da Humanidade (赡养人类) (2005)
- Montanha (山) (2006)
- Migração ao longo do Tempo (时间移民) (2014)
- 2018 (2014)
- Mar de Sonhos（梦之海） (2015)
- "O Peso das Memórias" (2016)

## Premiações
- Nove vezes campeão do prêmio Yinhe (Galaxy) de 1999-2006 e 2010.
- Prémio Hugo de Melhor Romance, para a versão em inglês de O problema dos três corpos, em 2015;
- Prêmio Xingyun de Melhor Realização, em 2015.[8]